# Tada, Kimi o Aishiteru
Heavenly Forest (ただ、君を愛してる Tada, Kimi o Aishiteru, lit: I Love You, Only), là bộ phim tình cảm lãng mạn sản xuất năm 2006, nội dung của phim được chuyển thể từ tiểu thuyết Tấm ảnh tình yêu và một câu chuyện khác được viết bởi tác giả Ichikawa Takuji. Tiểu thuyết này cũng đã được chuyển thể truyện tranh manga. Phim được đạo diễn bởi Takehiko Shinjo, cốt truyện của phim là câu chuyện giữa anh chàng nhiếp ảnh nghiệp dư Makoto và hai người bạn gái cùng lớp đại học, Shizuru và Miyuki.

## Nội dung
Makoto là sinh viên năm nhất mới nhập học ngày đầu tiên ở trường đại học, tại đây anh bắt gặp một cô gái dễ thương có vẻ ngoài giống với trẻ con hơn là một sinh viên, tên cô là Shizuru. Makoto là người có tật sợ đám đông vì anh mặc cảm với căn bệnh mình mắc phải từ nhỏ, tuy vậy anh vẫn bị hấp dẫn bởi vẻ ngoài ngây thơ và hành động tinh nghịch của Shizuru. Shizuru cũng hứng thú với Makoto, cô muốn làm bạn với anh đồng thời cô nhanh chóng bị hấp dẫn bởi sở thích chụp ảnh của anh. Cả hai cùng nhau dành thời gian lang thang trong cánh rừng ở gần rừng với những chiếc máy ảnh trên tay. Tuy nhiên, Makoto cũng bắt đầu nảy sinh tình cảm với cô bạn cùng lớp xinh đẹp tên Miyuki, cô cũng có một tương lai tươi sáng đang chờ phía trước, không giống với một cô gái còn trẻ con như Shizuru. Shizuru nhận thấy điều này, cô ám chỉ với Makoto rằng cô đang chưa lớn hết, và cô sẽ còn lớn lên nữa, sẽ trở thành một người phụ nữ xinh đẹp, và rồi anh sẽ phải hối hận vì đã không chọn cô. Một ngày, cô bất ngờ yêu cầu Makoto một bức ảnh chụp cảnh hai người hôn nhau, xem như là một món quà trong ngày sinh nhật của cô.
Sau lần đó, Shizuru đột nhiên làm thủ tục thôi học, đồng thời cô biến mất trong hai năm tiếp theo mà chỉ để lại một mẩu tin ngắn cho Makoto. Một ngày, Makoto nhận được bức thư gửi từ Newyork - Mỹ về buổi trưng bày ảnh đầu tiên của Shizuru. Trước đó Makoto đã quyết định chia tay với Miyuki bởi anh tin rằng mình đã yêu Shizuru và quyết định chờ đợi sự trở lại của cô. Tuy nhiên khi đến Mỹ người đón anh lại là Miyuki, đồng thời anh lúc đó mới hay tin Shizuru đã chết vì một cơn bệnh kỳ lạ, mà cô đã từng nói qua với anh. Sự thật là cô đã yêu Makoto, cô mong mình trở thành một người phụ nữ thật đẹp để xứng đôi với anh, tuy nhiên căn bệnh cô mắc phải sẽ khiến cô nhanh chết hơn nếu cô để cơ thể tiếp tục lớn, cuối cùng cô vẫn quyết định sẽ "lớn lên" và đương nhiên hai năm sau khi chia tay cô không thể chống chọi hơn nữa. Khi Makoto đến buổi triển lãm ảnh của cô, anh đã phát hiện ra rất nhiều ảnh về mình mà cô chụp khi anh không biết, đồng thời ở nơi trang trọng nhất là một bức ảnh toàn thân khi Shizuru đã "lớn" hẳn và trở nên cực kỳ xinh đẹp, đúng như lời cô đã từng nói. Ngoài ra ở một góc khác là bức hình chụp cảnh hai người hôn nhau, trên đó có chú thích của Shizuru, đó là tình yêu đầu tiên và duy nhất của cô cho đến lúc chết.

## Diễn viên
- Miyazaki Aoi vai Satonaka Shizuru
- Tamaki Hiroshi vai Segawa Makoto
- Kuroki Meisa vai Toyama Miyuki
- Uehara Misa vai Inoue Saki
- Aoki Munetaka vai Shirohama Ryo
- Koide Keisuke vai Sekiguchi Kyohei
- Ōnishi Asae vai Yaguchi Yuka

## Nhạc phim
Ca khúc nhạc nền của phim là bài Ren'ai Shashin (Tấm ảnh tình yêu), là bản ballad được thu âm bởi Ai Otsuka. Bài hát đã được phát hành dưới dạng đĩa đơn vào ngày 25 tháng 10/2006. Trong tuần đầu tiên sau khi phát hành, bài hát đã nhanh chóng leo lên vị trí số hai trên bảng xếp hạng tuần và trở thành đĩa đơn có số lượng bán ra cao nhất của Otsuka trong năm với 77,570 bản. Bài hát đồng thời cũng thắng giải "Nhạc phim hay nhất" và "Đĩa đơn hay nhất" tại MTV Video Music Awards Japan 2007.

## Đón nhận
Tada, Kimi o Aishiteru đạt được doanh thu US$5,311,676 ở Nhật Bản.